# Tritnaha

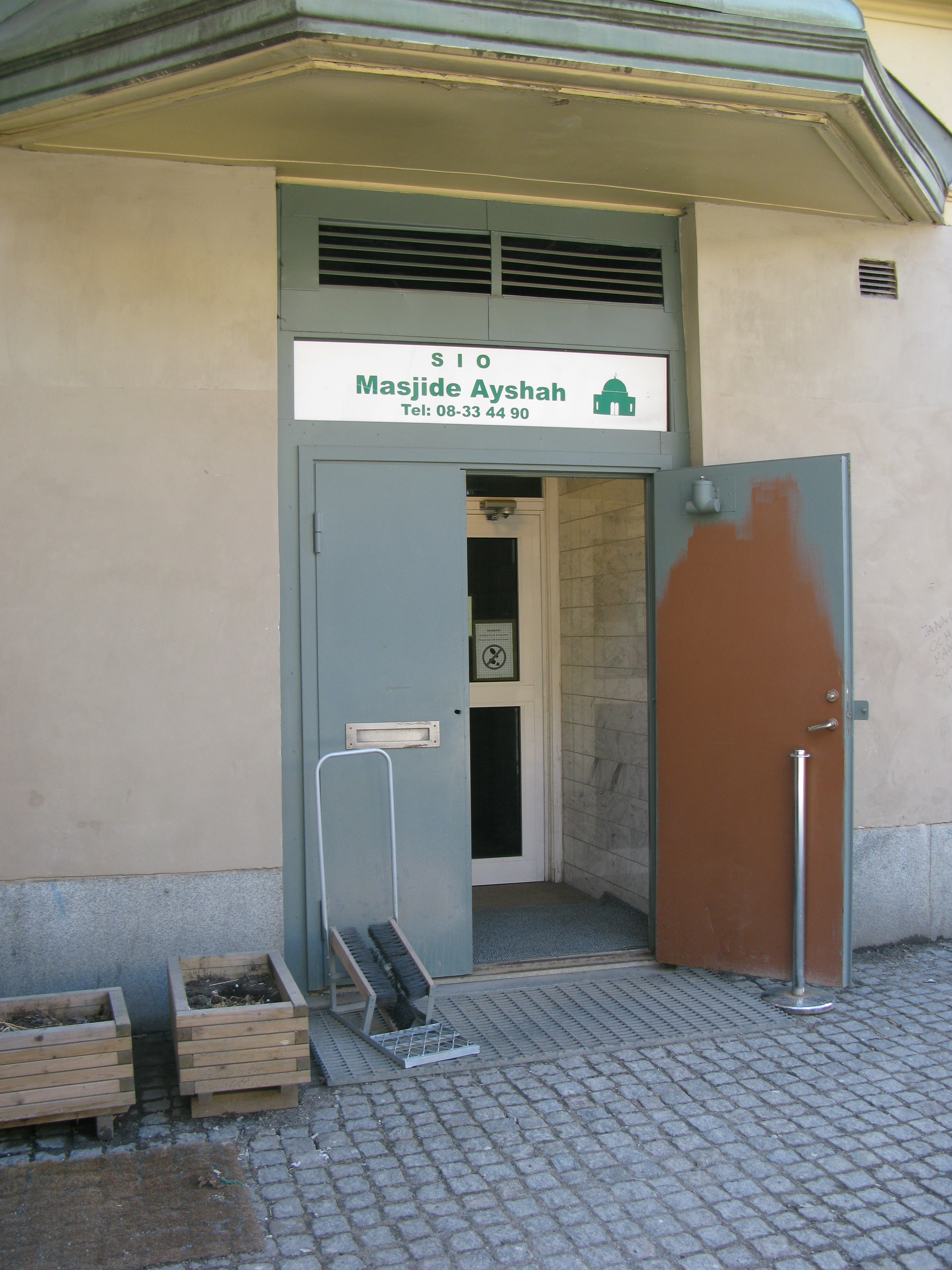
Idag huserar en moské på adressen

Tritnaha var en uppmärksammad svartklubb på Sankt Eriksgatan 89 i Stockholm som drevs av det nyliberala nätverket Frihetsfronten 1990–1993 i protest mot de restriktiva utskänkningsreglerna i Stockholm. Då andra pubar inte fick ha öppet efter midnatt kom många gäster till Tritnaha för att festa vidare. Varje gång polisen gjorde razzia och stängde klubben kunde andra engagerade i den kooperativa organisationen öppna den igen några timmar senare.
För att slutgiltigt ta bort marknaden för svartklubbar tvingades Stockholmspolitikerna låta andra barer ha öppet till klockan tre på natten, och vissa till fem.
Ytterligare en svartklubb, Tritnaha Södermalm på Nackagatan, öppnades och drevs vidare sedan polisen stängt lokalen på Sankt Eriksgatan. På Tritnaha Södermalm hölls en segerfest när politikerna fattat beslut om de första 05.00-tillstånden. På denna fest bjöds samtliga med medlemskort på fri dryck i obegränsad mängd hela natten. 
Den norska systerorganisationen till Frihetsfronten öppnade en svartklubb i Oslo med namnet No Limit som av medlemmar i den svenska systerorganisationen gavs hedersnamnet "Tritnaha Oslo", och vid en ceremoni vid öppnandet överlämnades en skylt med Tritnahasymbolen; en groda.
Det juridiska efterspelet var omfattande och Frihetsfronten gjorde ett antal anmälningar om polisens agerande till Justitiekanslern (JK). Anmälningar som tog fasta på att: "polisen stört och upplöst grundlagsskyddade politiska möten, gjort godtyckliga frihetsberövande av personer som vistades i lokalen samt att polisen släppt in ett TV-team och låtit dem filma i lokalen under pågående husrannsakan". Förutom att JK var kritisk till hur polisen hade dokumenterat sina tvångsåtgärder så hade JK inga kritiska synpunkter på dem.
Ett antal personer åtalades för grov olovlig försäljning av alkoholhaltiga drycker, ett brott som kan ge fyra års fängelse, men samtliga blev frikända och samtliga beslag från de cirka 30 razziorna hävdes och återbetalades i pengar eftersom öl och sprit hällts ut.
Polisens stängning av Tritnaha innebar också att tidskriften Nyliberalens redaktionslokal stängdes, vilket ledde till att JK 1994 gav tidskriften ett skadestånd på 60 000 kronor plus 37 500 kronor för rättegångskostnader. "Det var inte fel att stänga klubben. Men tidningen har fått ersättning för de olägenheter som stängningen orsakat", sa byråchef Håkan Lavén vid justitiekanslerns kansli till TT.
Några av de som var med och drev klubben var Christian Gergils, Johan Norberg och Mats Hinze.